# Експрес (супутникова платформа)
Експрес (рос. Экспресс) — серія сучасних супутникових платформ негерметичного виконання російської компанії ВАТ ІСС, на яких базуються перспективні супутники зв'язку, розроблені цією фірмою. Наразі розроблені три платформи, які розрізняються за своєю масою і за електричною потужністю, яка виділяється для модуля корисного навантаження (МКН): «Експрес 1000», «Експрес 2000» і «Експрес 4000».
Сімейство цих платформ прийшло на зміну класичним серіям герметичних платформ КАУР (зокрема КАУР-3 і КАУР-4), на базі яких будувалися багато попередніх космічних апаратів (КА) ВАТ ІСС.

## Загальні вимоги для платформ «Експрес»
Платформи розроблялися з урахуванням можливостей російських космодромів і сучасних (а також майбутніх) ракет-носіїв. Так, платформа «Експрес 1000» оптимізувалася під запуски з космодрому «Плесецьк» використовуючи РН «Союз-2», водночас як «Експрес 2000» розраховувалася на запуски з «Байконура» за допомогою РН «Протон-М». Проте, супутники серії «Експрес 1000» можуть запускатися з Байконура в суміщеному режимі (по два КА в одному пуску РН «Протон-М»).
Платформи сімейства «Експрес» були спроектовані з наступними характеристиками:
- експлуатаційний термін активного існування не менше 15 років;
- ймовірність безвідмовної роботи платформ в кінці терміну активного існування на рівні 0,9;
- робота космічного апарата в будь-якій точці геостаціонарної орбіти;
- утримання супутника в робочій точці з похибками не більше ±0,05° за довготою і широтою;
- можливість одноразового переведення космічного апарата за довготою у будь-яку точку робочої дуги зі швидкістю 2 градуси на добу[1].

Виходячи з цих вимог, платформи включають наступні елементи:
- негерметичне виконання;
- комбінована система терморегулювання: відвід тепла від корисного навантаження здійснюється за допомогою изогридной центральної труби. Крім того, для поліпшення теплопереносу поміж різними конструктивними елементами супутника застосовується повністю резервований рідинний контур;
- високоефективні сонячні батареї на основі трьохкаскадних арсенід-галієвих фотоперетворювачів виробництва НВП «Квант»;
- літій-іонні акумуляторні батареї Saft VS 180 SA для комерційних супутників або нікель-водневі російського виробництва для військових супутників;
- стаціонарні плазмові двигуни СПД-100 виробництва ДКБ «Факел» для корекції на орбіті.

## Експрес 1000
Під час розробки космічна платформа «Експрес 1000» мала три варіанти, в залежності від маси КА і енергетичних характеристик МКН:
- «Експрес 1000К»: маса супутників до 1200 кг;
- «Експрес-1000Н»: маса супутників до 1700 кг, маса модуля корисного навантаження до 450 кг, відведення надлишкового тепла 3500 Вт[3];
- «Експрес 1000SH»: маса супутників до 2200 кг
- загальна потужність, виділювана для МКН, планувалася до 6 кВт.

Після перших запусків, моделі та основні характеристики були переглянуті. Наразі є два варіанти платформи «Експрес 1000К» і «Експрес 1000НТВ». Їх характеристики представлені в таблиці:
| Основні характеристики платформ «Експрес»                                | Основні характеристики платформ «Експрес»                                                  | Основні характеристики платформ «Експрес»                                                                              | Основні характеристики платформ «Експрес»     |
| Характеристики                                                           | «Експрес 1000К»                                                                            | «Експрес 1000НТВ» | «Експрес 2000»                                |
| ------------------------------------------------------------------------ | ------------------------------------------------------------------------------------------ | --- | --------------------------------------------- |
| Маса корисного навантаження, кг                                          | до 230                                                                                     | до 350/660 | до 1100                                       |
| Точність орієнтації, забезпечувана підсистемою орієнтації і стабілізації | ±0,07°                                                                                     | ±0,07° | ±0,07°                                        |
| Потужність енергоспоживання для КН КА, Вт                                | 3600 за перші 5 років САІ; 3150 в кінці САС                                                | 6480 за перші 5 років САІ; 5880 в кінці САС                                                                            | 13000 за перші 5 років САІ; 12100 в кінці САС |
| Тип використовуваної командно-вимірювальної системи                      | визначається замовником                                                                    | визначається замовником                                                                                                | визначається замовником                       |
| Робоча орбіта                                                            | ГСО                                                                                        | ГСО | ГСО                                           |
| Засоби виведення                                                         | одиночний запуск: РН «Зеніт» з РБ «Фрегат-СБ» груповий запуск: РН «Протон-М» — РБ «Бриз-М» | одиночний запуск: РН «Зеніт» з РБ «Фрегат-СБ» або РН «Протон-М» з РБ «ДМ-03» груповий запуск: РН «Протон-М» — «Бриз-М» | одиночний запуск: РН «Протон-М» — «Бриз-М»    |
| Строк активного існування, років                                         | 15,25                                                                                      | 15,25 | 15,25                                         |
| Маса КА на базі платформи                                                | до 1450 кг                                                                                 | до 1900/2100 кг | до 3250/3410 кг                               |
| Діапазон утримання за довготою і нахилом                                 | ±0,05°                                                                                     | ±0,05° | ±0,05°                                        |
| Надійність, не менше                                                     | 0,934                                                                                      | 0,938 | 0,905                                         |

Єдина конструктивна основа платформ є силовою конструкцією у вигляді центральної силової труби з встановленими на ній приладовими і стільниковими панелями. Всі три варіанти використовують однакові бортовий комплекс управління, системи орієнтації та стабілізації і систему корекції. Окрім того, для багатьох КА субпідрядниками ВАТ ІСС з модуля корисного навантаження (ретранслятора і антен) виступають різні зарубіжні компанії, як наприклад Thales Alenia Space (TAS). У проектах «Луч» ця компанія створює блоки підсилювачів потужності, а компанія NEC поставляє малошумні підсилювачі, передавачі апаратури «Маяк».
У таблиці наведені всі супутники, побудовані на платформі «Експрес 1000». Жовтим кольором виділені вже запущені КА.
| Список супутників основаних на платформі «Експрес-1000» | Список супутників основаних на платформі «Експрес-1000» | Список супутників основаних на платформі «Експрес-1000» | Список супутників основаних на платформі «Експрес-1000» | Список супутників основаних на платформі «Експрес-1000» | Список супутників основаних на платформі «Експрес-1000» | Список супутників основаних на платформі «Експрес-1000» | Список супутників основаних на платформі «Експрес-1000» | Список супутників основаних на платформі «Експрес-1000» | Список супутників основаних на платформі «Експрес-1000» | Список супутників основаних на платформі «Експрес-1000» | Список супутників основаних на платформі «Експрес-1000»      |
| №                                                       | Назва                                                   | Замовник                                                | Платформа                                               | Дата запуску                                            | Орб. поз.                                               | Маса, кг                                                | Потуж. КН, кВт                                          | САІ, років                                              | РН                                                      | КН і призначення | Статус                                                       |
| ------------------------------------------------------- | ------------------------------------------------------- | ------------------------------------------------------- | ------------------------------------------------------- | ------------------------------------------------------- | ------------------------------------------------------- | ------------------------------------------------------- | ------------------------------------------------------- | ------------------------------------------------------- | ------------------------------------------------------- | --- | ------------------------------------------------------------ |
| 1                                                       | «Глонасс-К1» № 11                                       | Космічні війська Росія                                  | «Експрес-1000K»                                         | 26 лют 2011                                             |                                                         | 935                                                     | 1,6                                                     | 10                                                      | «Союз-2» з РБ «Фрегат»                                  | Три сигнали FDMA і два CDMA ГЛОНАСС. КА російської глобальної навігаційної системи ГЛОНАСС. Крім традиційних сигналів FDMA, будуть випробувані нові сигнали CDMA, схожі за форматом на GPS/Galileo/Compass).                                                                                             | ЛКВ                                                          |
| 2                                                       | «AMOS-5»                                                | Spacecom Ізраїль                                        | «Експрес-1000H»                                         | 11 гру 2011                                             | 17° сх.д.                                               | 1600                                                    | 5.6                                                     | 15                                                      | РН «Протон» (разом з «Луч-5А»)                          | 14 °C по 72 МГц і 4 по 36 MHz, 18 Ku-діапазону по 72 MHz. Телекомунікаційні послуги для Африки: безпосереднє телемовлення (DTH), VSAT і широкосмуговий інтернет, телефонія, мобільна транспортна мережа тощо.                                                                                            | В експлуатації з кінця січня 2012 року.                      |
| 3                                                       | «Луч-5А»                                                | Роскосмос Росія                                         | «Експрес-1000K»                                         | 11 гру 2011                                             | 16° з.д.                                                | 950                                                     |                                                         | 10                                                      | РН «Протон» (разом з «AMOS-5»)                          | 7 S і Ku, P / L (для «Коспас-Сарсат») і системи «Планета-С». Луч-5а і Луч-5б: КА Багатофункціональної космічної системи ретрансляції (БКСР) «Луч». | В експлуатації.                                              |
| 4                                                       | «Телком-3»                                              | Telkom Індонезія                                        | «Експрес-1000H»                                         | 10 лип 2012                                             | 118° сх.д.                                              | 1600                                                    | 5.6                                                     | 15                                                      | РН «Протон» (разом з «Експрес-МД2»)                     | 32 С-діапазону і 10 Ku-діапазону. ТВ ретрансляція на Індонезію, Малайзію і країни ASEAN. | Втрачено в результаті аварії РН                              |
| 5                                                       | «Луч-5Б»                                                | Роскосмос Росія                                         | «Експрес-1000K»                                         | 3 лис 2012                                              | 95° сх.д                                                | 950                                                     |                                                         | 10                                                      | РН «Протон» (разом з «Ямал-300К»)                       | 6 S, Ku; + лазерно-радіотехнічний канал зв'язку. Ретрансляція інформації з низьколетячих супутників, пілотованих космічних комплексів (МКС), а також ракет-носіїв і розгінних блоків. | Введення в експлуатацію.                                     |
| 6                                                       | «Ямал-300К»                                             | ГКС Росія                                               | «Експрес-1000H»                                         | 3 лис 2012                                              | 90° сх.д.                                               | 1640                                                    | 5.6                                                     | 14                                                      | РН «Протон» (разом з «Луч-5Б»)                          | 8 по 72 МГц С-діапазону, 18 по 72 МГц Ku-діапазону. Надання телекомунікаційних послуг у зонах, що охоплюють значну частину Східної півкулі. | В експлуатації.                                              |
| 7                                                       | «Експрес-АТ1»                                           | ДПКЗ Росія                                              | «Експрес-1000SH»                                        | 16 бер 2014                                             | 56° сх.д.                                               | 1726                                                    | 5,88                                                    | 15                                                      | РН «Протон» (разом з «Експрес-АТ2»)                     | 32 радіовідповідачів Ku-діапазону. Ретрансляція ТВ на західну і східну частини Росії. | В експлуатації з 22 квітня 2014.                             |
| 8                                                       | «Експрес-АТ2»                                           | ДПКЗ Росія                                              | «Експрес-1000K»                                         | 16 бер 2014                                             | 140° сх.д.                                              | 1427                                                    | 3                                                       | 15                                                      | РН «Протон» (разом з «Експрес-АТ1»)                     | 16 транспондерів Ku-діапазону. Ретрансляція ТВ на західну частину Росії. | В експлуатації з 27 травня 2014.                             |
| 9                                                       | «Казсат-3»                                              | Казкосмос Казахстан                                     | «Експрес-1000Н»                                         | 28 кві 2014                                             | 58.5° сх.д (?)                                          | 1740                                                    | 4                                                       | 15                                                      | РН «Протон» (разом з «Луч-5В»)                          | Транспондери: Луч 1 — 16 Ku-діапазону (по 54 МГц); луч 2 — 12 Ku-діапазону (по 36 МГц). Телекомунікаційні послуги на території Республіки Казахстан, більшої частини Росії, у країнах Закавказзя, частини України і Білорусі, всіх країнах Центральної Азії, а також Північно-Західного Китаю і Монголії | В експлуатації з 29 грудня 2014.                             |
| 10                                                      | «Луч-5В»                                                | Роскосмос Росія                                         | «Експрес-1000K»                                         | 28 кві 2014                                             | 167° сх.д (?)                                           | 950                                                     |                                                         | 10                                                      | РН «Протон» (разом з «Казсат-3»)                        | 6 S, Ku; + лазерно-радіотехнічний канал зв'язку. Ретрансляція інформації з низьколетячих супутників, пілотованих космічних комплексів (МКС), а також ракет-носіїв і розгінних блоків. | Виведений на орбіту, відокремився від РБ у розрахунковий час |
| 11                                                      | «Луч»                                                   | Роскосмос Росія                                         | «Експрес-1000»                                          | 28 вер 2014                                             | 167° сх.д (?)                                           |                                                         |                                                         |                                                         | РН «Протон» — РБ «Бриз-М»                               | Ретрансляція інформації з низколетячих супутників, пілотованих космічних комплексів (МКС), а також ракет-носіїв і розгінних блоків. | Виведений на геостаціонарну орбіту                           |
| 12                                                      | «Либідь»                                                | НКАУ Україна                                            | «Експрес-1000НТ»                                        | невідомо                                                | 48° сх.д.                                               | 1200                                                    | 1.5-4.5                                                 | 15                                                      | Зеніт 3SLБ — Фрегат-СБ                                  | 24 транспондера Ku-діапазону (20 активних). Безпосереднє телемовлення, мультимедіа та Інтернет, передача даних, телефонії, відеоконференцій і Інтранет на основі VSAT. | Зберігається на складі ВАТ ІСС в очікуванні подальшої долі.  |
| 13                                                      | «Експрес-АМ8»                                           | ДПКЗ Росія                                              | «Експрес-1000SH»                                        | 14 вер 2015                                             | 14° з.д.                                                | 2100                                                    | 5.9                                                     | 15                                                      | РН «Протон» — ДМ-03                                     | 24 транспондера C-діапазону, 16 Ku-діапазону і 2 L-діапазону. Ретрансляція ТВ на Європу, Африку, Азію, Північну і Південну Америку. | В експлуатації з 1 грудня 2015.                              |
| 14                                                      | «Глонасс-К1» № 12                                       | Космічні війська Росія                                  | «Експрес-1000K»                                         | 1 гру 2014                                              |                                                         | 935                                                     | 1,6                                                     | 10                                                      | «Союз-2» з РБ «Фрегат»                                  | Три сигнали FDMA і два CDMA ГЛОНАСС. Другий примірник експериментальної моделі супутника Глонасс-К1 російської глобальної навігаційної системи ГЛОНАСС для проведення льотно-конструкторських випробувань.                                                                                               | ЛКВ                                                          |
| 15                                                      | «Глонасс-К2» № 11                                       | Космічні війська Росія                                  | «Експрес-1000K»                                         | 2015                                                    |                                                         |                                                         |                                                         |                                                         | «Союз-2» з РБ «Фрегат»                                  | КА Глонасс-К2 для проведення льотно-конструкторських випробувань. Буде обладнаний точнішим хронометром, а також випромінюватиме нові сигнали. | Замовлений                                                   |
| 16                                                      | «Глонасс-К2» № 12                                       | Космічні війська Росія                                  | «Експрес-1000K»                                         | 2015                                                    |                                                         |                                                         |                                                         |                                                         | «Союз-2» з РБ «Фрегат»                                  | КА Глонасс-К2 для проведення льотно-конструкторських випробувань. Буде обладнаний точнішим хронометром, а також випромінюватиме нові сигнали. | Замовлений                                                   |
| 17                                                      | «Глонасс-К2» № 13                                       | Космічні війська Росія                                  | «Експрес-1000K»                                         | ???                                                     |                                                         |                                                         |                                                         |                                                         | «Союз-2» з РБ «Фрегат»                                  | КА Глонасс-К2 для проведення льотно-конструкторських випробувань. Буде обладнаний точнішим хронометром, а також випромінюватиме нові сигнали. | Замовлений                                                   |
| 18                                                      | «AOneSat-1»                                             | AOneSat Communications AG Швейцарія                     | «Експрес-1000Н»                                         | 2016                                                    |                                                         |                                                         |                                                         | 15                                                      | РН «Протон»                                             | КА зв'язку і мовлення для використання в Латинській Америці. | У виробництві.                                               |

## Експрес-2000/4000
Платформа «Експрес-2000», і її варіант «Експрес-4000», є розвитком платформи «Експрес-1000Н» з наданням більших масо-габаритних і енергетичних ресурсів для модуля корисного навантаження (МКН):
- маса КА може сягати 3600 кг і маса МКН 1600 кг;
- загальна потужність, виділювана для МКН, доведена до 14 кВт[1].

«Експрес-2000» призначена для застосування на російському ринку в інтересах замовників, що мають
обмеження на застосування у складі своїх КА не-російського обладнання, а також закордонного програмного забезпечення. Отже, «Експрес-2000» застосовуватиметься для побудови супутників ув інтересах Роскосмосу, Міністерства оборони Росії, а також інших замовників зі схожими вимогами.

### Експрес 4000

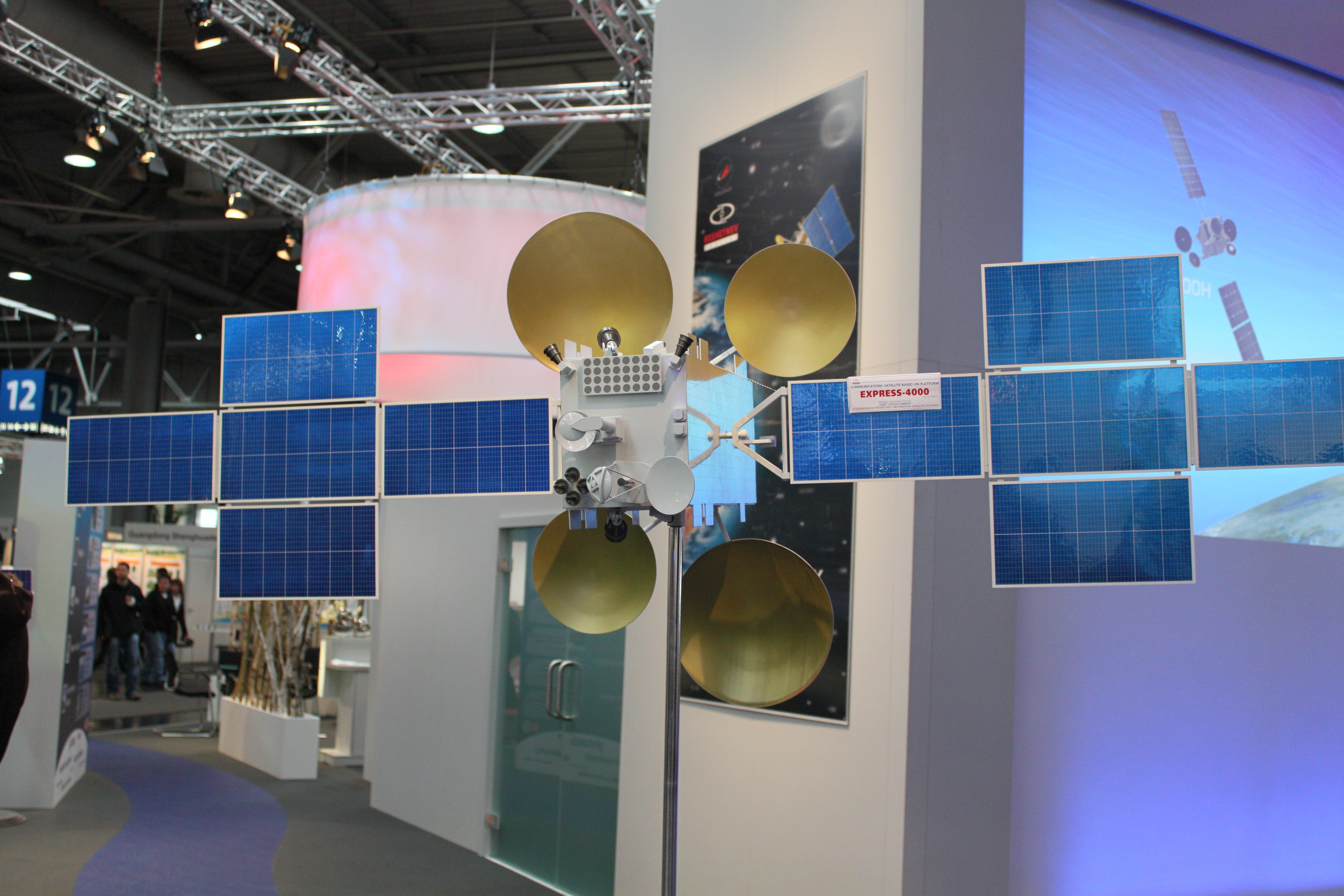
Модель супутника на платформі «Експрес-4000»

Платформа «Експрес-4000» глибоко уніфікована з «Експрес-2000» та призначена для використання на зовнішньому ринку для реалізації комерційних проектів. Контракт на її розробку був укладений 2008 року між ВАТ ІСС і Thales Alenia Space (TAS). «Експрес-4000» створюється з використанням технологій Спейсбас-4000, основної важкої платформи TAS. Згідно з договором, платформа «Експрес-4000» використовуватиметься для побудови важких телекомунікаційних та метеорологічних супутників масою до 3200 кг у ВАТ ІСС з установлення корисного навантаження виробництва TAS. Основною відмінністю платформи від Спейсбас буде відсутність апогейної рухової устави, як традиційно прийнято в російських супутниках: РН «Протон-М» з РБ «Бриз-М» виводить супутники безпосередньо на стаціонар. Окрім того, буде розроблений варіант «Експрес-4000» для високоеліптичних орбіт.
Також, розглядається можливість уніфікувати платформи «Spacebus-4000» і «Експрес-4000» для зниження їх вартості: Thales Alenia Space була зацікавлена в закупівлі у Росії фотоперетворювачів для сонячних батарей і електрореактивних двигунів для «Spacebus-4000».
Потужність для живлення МКН у супутниках на базі «Експрес-4000» може досягати 14 кВт, що приблизно відповідає 60 транспондерам. Термін активної експлуатації — не менше 15 років.
Перша спроба запропонувати «Експрес-4000» закінчилася невдачею: в тендері на постачання супутника «Експрес АМ-4», оголошеному ФДУП «Космічний зв'язок» (ДПКЗ) платформа «Експрес-4000» програла спільній пропозиції ДКНВЦ імені М. В. Хрунічева і EADS Astrium на платформі Eurostar 3000.
| Список супутників заснованих на платформі «Експрес-2000» | Список супутників заснованих на платформі «Експрес-2000» | Список супутників заснованих на платформі «Експрес-2000» | Список супутників заснованих на платформі «Експрес-2000» | Список супутників заснованих на платформі «Експрес-2000» | Список супутників заснованих на платформі «Експрес-2000» | Список супутників заснованих на платформі «Експрес-2000» | Список супутників заснованих на платформі «Експрес-2000» | Список супутників заснованих на платформі «Експрес-2000»            | Список супутників заснованих на платформі «Експрес-2000» | Список супутників заснованих на платформі «Експрес-2000» |
| Назва                                                    | Замовник                                                 | Дата запуску                                             | Орб. поз.                                                | Маса, кг                                                 | Потуж. КН, кВт                                           | САІ, років                                               | Засіб виведення                                          | КН (кіл-сть стовбурів)                                              | Призначення і статус |                                                          |
| -------------------------------------------------------- | -------------------------------------------------------- | -------------------------------------------------------- | -------------------------------------------------------- | -------------------------------------------------------- | -------------------------------------------------------- | -------------------------------------------------------- | -------------------------------------------------------- | ------------------------------------------------------------------- | --- | -------------------------------------------------------- |
| «Експрес АМ-5»                                           | ДПКЗ Росія                                               | 26 гру 2013                                              | 140° сх.д.                                               | 3400                                                     | 14                                                       | 15                                                       | РН «Протон» з Бриз-М                                     | C-діапазон: 30 Ku-діапазон: 40 Ka-діапазон: 12 L-діапазон: 2        | Поширення програм цифрового телебачення, а також для президентського і урядового зв'язку й VSAT-мереж. Статус: виведений на цільову орбіту. |                                                          |
| «Експрес АМ-6»                                           | ДПКЗ Росія                                               | 21 жовтня 2014                                           | 53° сх.д.                                                | 3400                                                     | 14                                                       | 15                                                       | РН «Протон» з Бриз-М                                     | C-діапазон: 14 Ku-діапазон: 44 Ka-діапазон: 12 L-діапазон: 2        | Поширення програм цифрового телебачення, а також для президентського і урядового зв'язку й VSAT-мереж. Статус: виведений на цільову орбіту. |                                                          |
| «Ямал-401»                                               | ГКС Росія                                                | 15 грудня 2014                                           | 90° сх.д.                                                | 3270                                                     | 10.6                                                     | 15                                                       | РН «Протон» з Бриз-М                                     | 17 по 72 МГц С-діапазону, 18 по 72 МГц і 18 по 36 МГц Ku-діапазону. | Надання телекомунікаційних послуг в Росії і країнах СНД. Статус: виведений на цільову орбіту. |                                                          |
| «Єнісей-А1» (раніше «Луч-4»)                             | Роскосмос Росія                                          | ???                                                      | 167° сх.д.                                               | 3000                                                     |                                                          | 12                                                       | РН «Протон» з Бриз-М                                     | 6 S, Ku, P/L (для «Коспас-Сарсат») і системи «Планета-С»            | КА Багатофункціональної космічної системи ретрансляції (БКСР) «Луч». Також буде обладнаний міжсупутн. каналом ретрансляції у Ka-діапазоні і експерим. стовбуром системи персонального мобільного супутникового зв'язку в S-діапазоні. Статус: у виробництві. |                                                          |